# Agostino Li Vecchi
Agostino Antonio Li Vecchi (Cosenza, 24 ottobre 1970) è un ex cestista e allenatore di pallacanestro italiano.

## Carriera
Nel 1997-98 è stato capocannoniere della Serie B d'Eccellenza con la maglia del Barcellona, totalizzando una media di 21,2 punti.
Nel marzo 2013 torna a giocare in Serie D con Il Minibasket Milazzo. Con i mamertini conquista la promozione in C2 pur non giocando i play-off per un infortunio al ginocchio.

## Palmarès
- Campionato italiano di Serie A2: 1
Viola Reggio Calabria: 1991-92
- Campionato italiano maschile B Ecc: 4
Cestistica Barcellona: 1998-99; Victoria Libertas Pesaro: 2005-06; New Basket Brindisi: 2007-08; Igea Basket Barcellona: 2009-10
- Serie D maschile: 1
Il Minibasket Milazzo: 2012-13